# Infekční tolerance
Infekční tolerance je jev, během kterého dochází k přesunu tolerance (toleranci indukujícího stavu) z jedné buněčné populace na druhou. Infekční tolerance může být vyvolána více způsoby; přestože je často navozována uměle, jedná se o přirozený in vivo proces. Množství výzkumů se zabývá vývojem strategií pro lepší využití tohoto jevu v transplantační imunologii. Cílem, který infekční tolernace umožňuje, je pomocí krátkodobé terapie dosáhnout dlouhodobé tolerance transplantátu.

## Historie
Termín "infekční tolerance" poprvé použili Gershon a Kondo v roce 1970  jako označení pro supresi naivních lymfocytů regulačními buňkami a pro schopnost přenášet stav neodpovídavosti z jednoho zvířete na druhé. Gershon a Kondo zjistili, že T-buňky mohou nejen zesilovat, ale také potlačovat imunitní odpovědi. T buněčná populace způsobující tyto down-regulace byla označena jako  tzv. supresorové T-buňky a byla v následujících letech intenzivně studována (v současné době je známe jako regulační T-buňky a jsou opět atraktivním cílem výzkumu). Tyto a další výzkumy sedmdesátých let ukázaly větší složitost imunitních regulací, bohužel byly do značné míry přehlíženy a znevažovány, převážně kvůli metodickým obtížím, které bránily reproducibilitě a jasným důkazům. Později vyvinuté tolerogenní strategie poskytly silné důkazy, vedoucí k přehodnocení a uznání T-buněčně zprostředkované suprese. Bylo to zejména použití nedeplečních anti-CD4 monoklonálních protilátek, které ukázalo, že ani brzlík ani klonální delece není nutná pro navození tolerance. V roce 1989 byla úspěšně vyvolána klasická transplantační tolerance vůči kožním štěpům u dospělých myší pomocí protilátek blokujících T-buněčné koreceptory v CD4+ populaci. Později bylo prokázáno, že vysvětlením účinku monoklonálních protilátek je právě tvorba regulačních T lymfocytů. Ukázalo se, že přenos tolerance na další příjemce může být proveden bez další manipulace, a že přesun tolerance závisí pouze na CD4+ T-lymfocytech. Protože další generace tolerantních buněk vznikají již bez přítomnosti monoklonálních protilátek proti CD4 nebo CD8, infekční tolerance pravděpodobně představuje přirozenou reakci imunitního systému, která jednou navozena se stane sebeudržující. To zajišťuje dlouhodobé trvání jednou indukované tolerance, po dobu přítomnosti antigenů dárce.

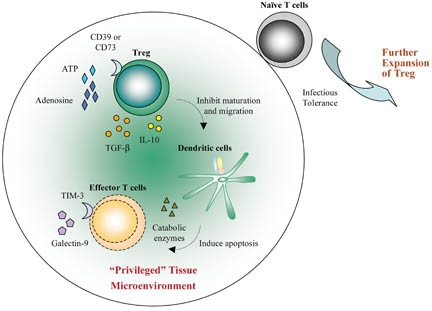

## Mechanismy
Během tolerantního stavu jsou potenciální efektorové buňky stále přítomny, ale jsou přísně regulovány indukovanými antigen-specifickými CD4+ regulačními T buňkami (iTregs). Hraje zde roli mnoho podskupin iTregs, ale klíčovou úlohu mají CD4+CD25+FoxP3+ Tregs, které jsou schopné změnit konvenční T buňky na iTregs buď přímo sekrecí supresivních cytokinů TGF-β, IL-10 nebo IL-35, nebo nepřímo přes dendritické buňky (DCs). Produkce IL-10 vede ke vzniku další populace regulačních T buněk zvané Tr1. Tr1 buňky jsou závislé na IL-10 a TGF-β stejně jako Tregs, ale neexprimují FoxP3. Vysoká produkce IL-10 je charakteristická také pro samotné Tr1 buňky a produkují i TGF-β. V přítomnosti IL-10 je dále indukován vznik tolerogenních DCs, jejichž produkce IL-10 je také významná pro vznik Tr1. Tyto interakce vedou k produkci enzymů jako je IDO (Indolamin 2,3-dioxygenáza), které katabolizují esenciální aminokyseliny. Toto mikroprostředí s nedostatkem esenciálních aminokyselin společně s dalšími signály vede k inhibici mTOR (mammalian target of rapamycin) která, zvláště v synergii s TGF-β, vede ke vzniku dalších Tregs exprimujících FoxP3.